# Guillermo Quintana Lacaci
Guillermo Quintana Lacaci (Ferrol, La Corunya, 6 de juliol de 1916 - Madrid, 29 de gener de 1984) va ser un militar espanyol que va participar en la Guerra Civil espanyola en el Bàndol revoltat. Capità general de Madrid quan es va produir el cop d'estat del 23 de febrer de 1981 fou un dels Capitans Generals que es van alinear del costat de la legalitat constitucional facilitant amb la seva actitud el fracàs del cop.

## Biografia

### Carrera militar
Fill i net de militars, va ingressar en l'Acadèmia General Militar el 1935, després d'haver cursat i primer any de carrera de ciències exactes, com era preceptiu en aquella època, en la Universitat de Santiago de Compostel·la. El Cop d'estat del 18 de juliol de 1936 el va sorprendre a Cee (La Corunya) sent ja cadet de l'arma d'Infanteria. Participa en la Guerra Civil espanyola primer com a alferes alumne i després com a tinent provisional, allistat en el Regiment d'Infanteria Zamora n. 8 i més tard en el IV Tabor de Regulars de Ceuta.
Es va allistar voluntari en la Divisió Blava per combatre en la campanya de Rússia, i fou condecorat amb la Creu de Ferro de 2a classe i la Medalla Militar Individual.

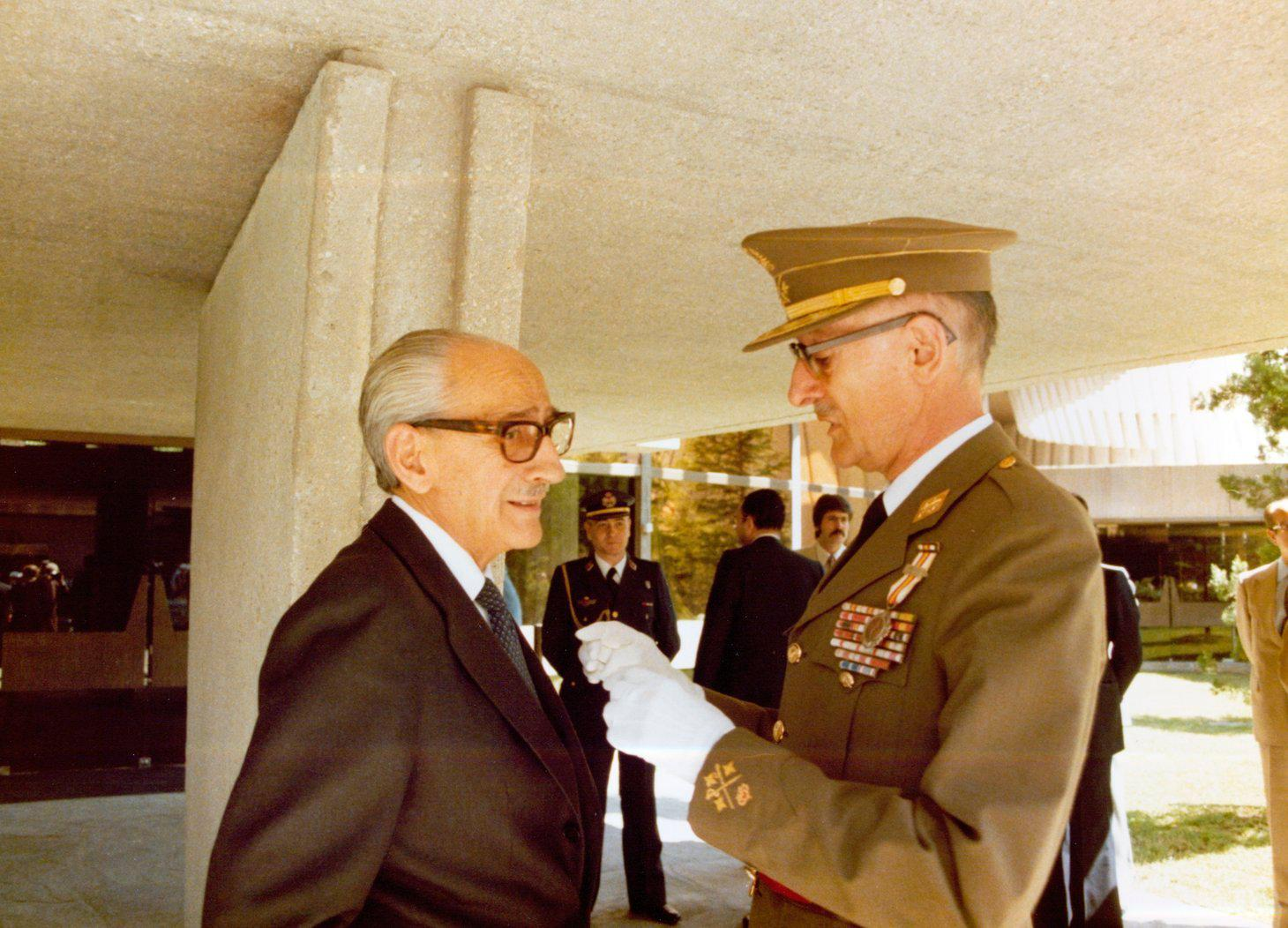
El ministre Manuel Gutiérrez Mellado conversa amb el tinent general Guillermo Quintana Lacaci durant la inauguració de la seu del Tribunal Constitucional el 1980.

Amb la categoria de general va exercir el comandament de la Brigada d'Alta Muntanya de Jaca, i va ser director de l'Acadèmia General Militar de Saragossa, Segon cap de tropes a Galícia i Governador militar de Pontevedra, subispector de la VIII Regió Militar i governador militar de La Corunya. En ser promogut a tinent general es va posar al capdavant de la I Regió Militar en la qual va romandre des de maig de 1979 fins a abril de 1982.

### Actuació durant el cop d'estat del 23-F
Sent Capità General de Madrid, es produeix el cop d'estat del 23 de febrer de 1981. Sense dubtar es va posar a les ordres del Rei i no va moure les tropes al seu comandament. La Divisió Cuirassada Brunete es trobava llavors aquarterada a la I Regió Militar, de manera que quan Quintana Lacaci rep la trucada del general José Juste Fernández, cap de la Divisió anunciant-li que es disposa a ocupar Madrid per ordre del General Milans del Bosch, el capità general li ordena que la revoqui: ha de mantenir aquarterada la divisió i obligar a que tornin aquelles unitats que ja hagin sortit al carrer o es disposin a fer-ho. Juste acata l'ordre i a partir d'aquest moment comença a fer marxa enrere amb la decidida intervenció de Quintana Lacaci, qui inicia una discussió telefònica amb els caps de regiment de la «Brunete», que minuts enrere havien obeït l'ordre de prendre Madrid i ara es neguen a obeir la contraordre o l'ajornen tot el que poden. Hores després, informat dels fets, també va ordenar que el general Luis Torres Rojas, que s'havia desplaçat des de Galícia a la DAC, abandonés immediatament Madrid. Amb això, se salva la capital i s'evita el triomf del cop.

## Atemptat i mort
El 29 de gener de 1984, quan el tinent general Quintana Lacaci tornava al seu domicili a peu i sense escorta després d'assistir a missa de migdia en la parròquia de Cristo Rey (al número 91 del carrer de Martín de los Heros) amb la seva esposa María Elena Ramos, de 58 anys (que va resultar ferida lleu en una cama) fou abordat per dues persones quan s'aproximava al portal número 20 del carrer de Romero Robledo i van començar a disparar-li per davant i a boca de canó. Es van trobar 13 casquets de 9 mm Parabellum, marca Geco, munició habitualment utilitzada per ETA militar. En el curs del tiroteig va resultar també ferit lleument el coronel retirat Ángel Francisco Gil Pachón, de 64 anys, que passejava pel lloc dels fets. Els autors dels trets van fugir en un automòbil Renault 18 de color blanc, en el qual es trobaven altres dues persones, una d'elles al volant.

### Judicis i Condemnats per l'atemptat
L'Audiència Nacional va condemnar als membres d'ETA Henri Parot i Juan Lorenzo Lasa Mitxelena, Tkikierdi, a sengles penes de 30 anys de presó per l'atemptat. A Parot, un dels integrants del comando itinerant, també se'l condemna a 8 mesos de presó per dos delictes de lesions. En la sentència de l'Audiència Nacional, s'afirma que Txikierdi exercia entre els anys 1983 i 1984 les funcions de "capitost dins d'ETA", facilitant informació als comandos de la banda i ordenant-los les accions que havien de dur a terme. La Sala condemnà a Parot a 30 anys i 8 mesos de presó, per un delicte d'assassinat i dos de lesions, mentre que a Lasa Mitxelena se'l condemna pel primer dels delictes a 30 anys de reclusió. També s'estableix que tots dos indemnitzin els hereus del militar assassinat amb 50 milions de pessetes, encara que es decreta la insolvència de tots dos membres d'ETA.